# Anthreptes griseigularis
El suimanga gorjigrís (Anthreptes griseigularis) es una especie de ave paseriforme de la familia Nectariniidae endémica de Filipinas. Anteriormente se consideraba una subespecie del suimanga gorjipardo, pero en la actualidad se consideran especies separadas.

## Distribución y hábitat
Se encuentra únicamente en el norte y este del archipiélago filipino. Su hábitat natural son los bosques semiabiertos húmedos tropicales. 